# Spelet om de apatiska barnen
Spelet om de apatiska barnen är ett TV-program av Gellert Tamas för Uppdrag Granskning som sändes 19 september 2006. Det fick stor uppmärksamhet för sin granskning av myndigheternas hantering av fenomenet apatiska flyktingbarn. Programmet kom att styra det offentliga samtalet runt fenomenet under många år framåt. Gellert Tamas följde 2009 upp ämnet med boken De apatiska: om makt, myter och manipulation.
Den 21 april 2020 publicerades en rapport som Uppdrag Granskning beställt av en extern utredare, Johan Åsard (tidigare på Kalla Fakta). Uppdrag Granskning beskriver förbättringar av faktakontroll som de gjort sedan programmet sändes och sammanfattar rapporten som "Han anser att reportaget ger en förenklad och ensidig bild av den statliga utredning som tillsatts." Johan Åsard skriver i en sammanfattning av rapporten bland annat: "Resultatet är inte tillförlitligt. Det är också djupt problematiskt att de omständigheter som talade emot eller komplicerade resultatet av undersökningen inte redovisades i programmet.”, ”Det görs flera felaktiga påståenden i sak.”, ”Som framgått var faktakollen undermålig.”, ”Sammantaget ger dessa sakfel ett förledande intryck av oegentligheter som inte fanns.”